# Vipólzovo (Vladímir)
|  | Per a altres significats, vegeu «Vipólzovo». |

Vipólzovo (en rus: Выползово) és un poble de l'óblast de Vladímir, a Rússia, segons el cens del 2010 tenia 9 habitants. Pertany al districte municipal de Mélenki.